# Paproccy herbu Jelita
Paproccy herbu Jelita – polski ród szlachecki wywodzący się z województwa sieradzkiego.
Jeszcze w XVI-tym stuleciu niektórzy przedstawiciele rodu przenieśli się na Litwę i Ruś Czerwoną.
Źródła wspominają o dużej mobilności przedstawicieli rodu. Stanisław Paprocki nabył wsie Zaskorki i Kozłowczyzna, Kasper Paprocki osiadł w powiecie Orszańskim a Walerjan Paprocki w Słonimskim, inni mieszkali w Jaworze (Wielkie Księstwo Litewskie). Przedstawicieli rodu odnaleźć można w ziemi czerskiej, sandomierskiej, na Podlasiu i w ziemi chełmskiej.